# Wanderer W 10
Der Wanderer W 10/I 6/30 PS ist ein Pkw der Mittelklasse, den die Wanderer-Werke 1926 als Nachfolger des Modells W 9 herausbrachten. Von seinem Vorgänger unterschied er sich durch Vierradbremsen, Linkslenkung (anstatt der bis dahin allgemein üblichen Rechtslenkung), einen separaten, von innen zugänglichen Kofferraum und einen leistungsgesteigerten Motor.
Das Fahrzeug hatte einen vorn eingebauten 4-Zylinder-OHV-Reihenmotor mit 1,55 Liter Hubraum und einer Leistung von 30 PS. Die Kraft wurde über ein 3-Gang-Getriebe mit Schalthebel in der Wagenmitte an die Hinterräder übertragen. Die Wagen mit U-Profilrahmen hatten blattgefederte Starrachsen und waren als offene Tourenwagen oder Limousinen (Innenlenker) verfügbar. Bis 1928 wurden ca. 6500 Einheiten hergestellt.
1927 erschien ein Modell mit stärkerem Motor (1,95 Liter, 40 PS), der Wanderer W 10/II 8/40 PS. Neben dem Tourenwagen und der Limousine wurde auch ein Cabriolet angeboten. Karosserien lieferten Gläser und Reutter. Bis 1929 entstanden in dieser Ausführung ca. 1500 Wagen.
Infolge der Weltwirtschaftskrise ließ sich der größere Wagen nur schlecht absetzen. Daher kehrte man zum kleineren Motor zurück. Der Wanderer W 10/IV 6/30 PS wurde als 4-türige Limousine, Cabriolet und Landaulet (als Droschke) mit 4 + 2 Sitzen gefertigt. Zur Einsparung wurde die Spannung im Bordnetz von 12 Volt auf 6 Volt reduziert. So wurden bis 1932 nochmals 4500 Wagen gebaut.
1932 wurde die Baureihe vom Modell W 15 abgelöst.

## Technische Daten im Vergleich
|                       | W 10/I (6/30 PS)                  | W 10/II (8/40 PS)                 | W 10/IV (6/30 PS)                 |
| --------------------- | --------------------------------- | --------------------------------- | --------------------------------- |
| Bauzeitraum           | 1926–1928                         | 1927–1929                         | 1930–1932                         |
| Aufbauten             | T2, T4, L2, L4                    | T2, T4, L2, L4, Cb2               | L4, Ld4, Cb2                      |
| Motor                 | 4-Zylinder-Viertaktmotor in Reihe | 4-Zylinder-Viertaktmotor in Reihe | 4-Zylinder-Viertaktmotor in Reihe |
| Ventilsteuerung       | obengesteuert (OHV)               | obengesteuert (OHV)               | obengesteuert (OHV)               |
| Bohrung × Hub         | 67 mm × 110 mm                    | 72 mm × 120 mm                    | 72 mm × 96 mm                     |
| Hubraum               | 1551 cm³                          | 1940 cm³                          | 1563 cm³                          |
| Nennleistung          | 30 PS (22,1 kW)                   | 40 PS (29,4 kW)                   | 30 PS (22,1 kW)                   |
| Verbrauch             | 10 l/100 km                       | 11 l/100 km                       | 11–12 l/100 km                    |
| Höchstgeschwindigkeit | 85 km/h                           | 95 km/h                           | 85 km/h                           |
| Leergewicht           | 1100–1150 kg                      | 1100–1150 kg                      | 1230–1450 kg                      |
| zul. Gesamtgewicht    | 1500–1650 kg                      | 1500–1650 kg                      | 1580–1800 kg                      |
| Elektrik              | 12 Volt                           | 12 Volt                           | 6 Volt                            |
| Länge                 | 4300 mm                           | 4300 mm                           | 4400–4600 mm                      |
| Breite                | 1500 mm                           | 1500 mm                           | 1570 mm                           |
| Höhe                  | 1800 mm                           | 1800 mm                           | 1690 mm                           |
| Radstand              | 2800 mm                           | 2800 mm                           | 2800–3000 mm                      |
| Spur vorn/hinten      | 1250 mm/1250 mm                   | 1250 mm/1250 mm                   | 1250 mm/1250 mm                   |
| Wendekreis            | ?                                 | ?                                 | 12,5 m                            |

- T2 = 2-sitziger Tourenwagen
- T4 = 4-sitziger Tourenwagen
- L2 = 2-türige Limousine
- L4 = 4-türige Limousine
- Ld4 = 4-türiges Landaulet

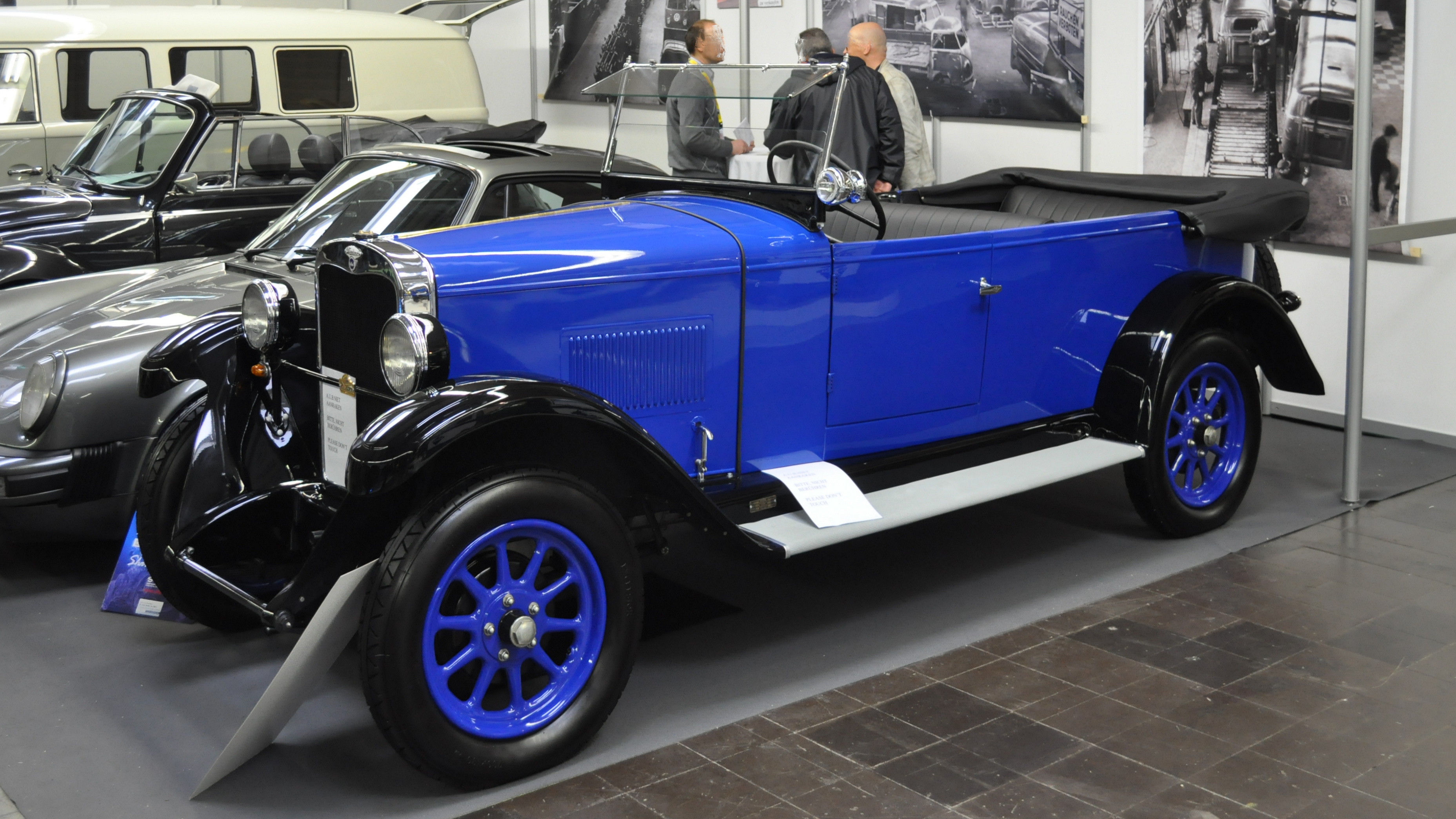
Wanderer W 10/I T4

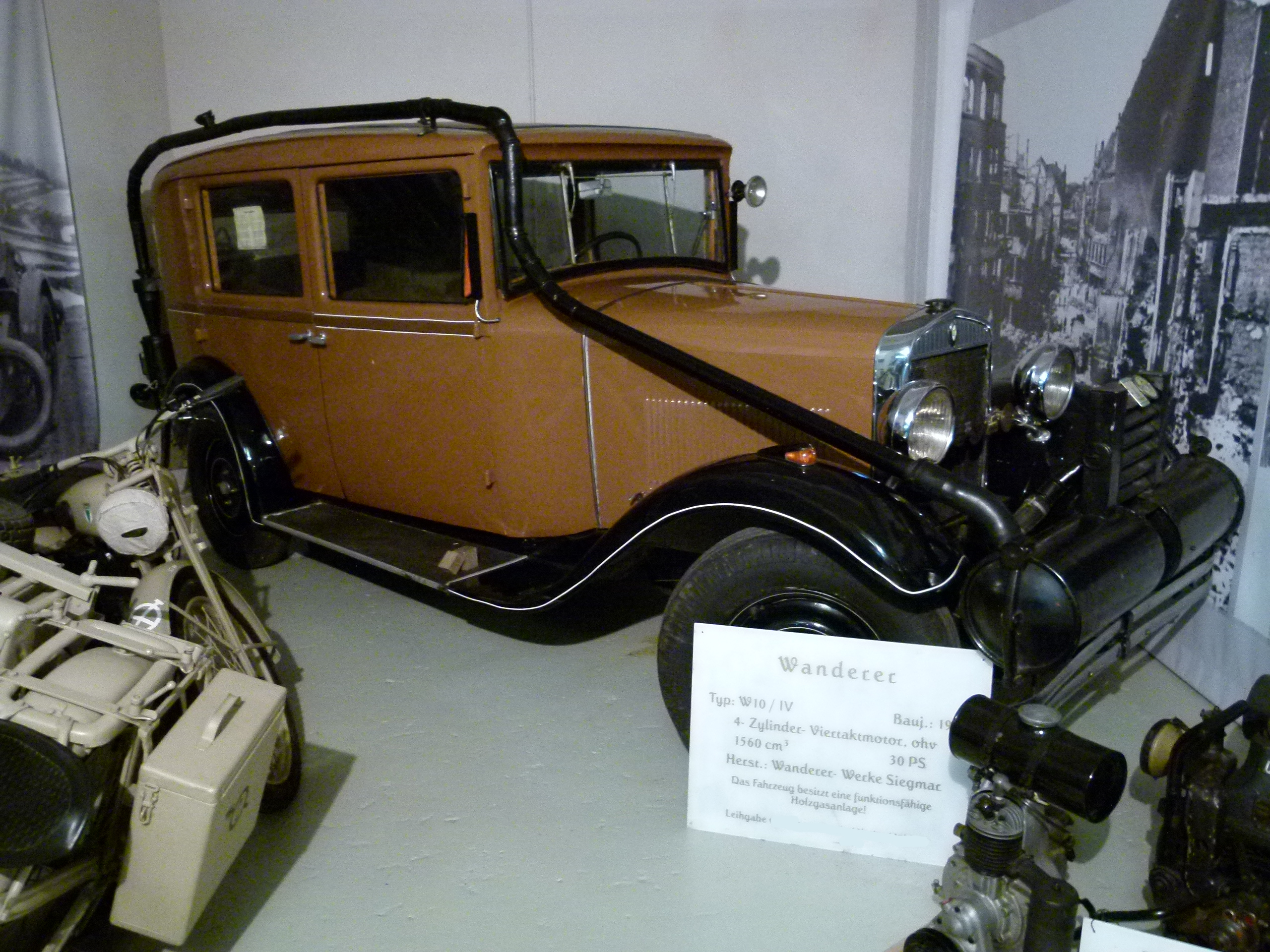
Wanderer W 10 1930 mit Holzgasanlage im Fahrzeugmuseum Chemnitz

- Cb2 = 2-türiges Cabriolet, Karosserie von Gläser-Karosserie